# Acordulecera pallida
Acordulecera pallida – gatunek błonkówki z rodziny Pergidae.

## Taksonomia
Gatunek ten został opisany w 1906 roku przez Friedricha Konowa pod nazwą Acorduleceros pallidus. Jako miejsce typowe podano miasto Óbidos w brazyliskim stanie Pará. Syntypem jest samiec. 

## Zasięg występowania
Ameryka Południowa, znany jedynie ze stanu Pará w płn. Brazylii.